# Idiota (film 1951)
Idiota (jap. 白痴 Hakuchi) – japoński dramat filmowy z 1951 roku w reżyserii Akiry Kurosawy. Adaptacja powieści „Idiota” Fiodora Dostojewskiego. Zdjęcia nakręcono na wyspie Hokkaido.
Początkowa wersja Idioty miała składać się z dwóch części, trwających razem 265 minut. Jednak wytwórnia filmowa Shōchiku odpowiedzialna za produkcję zmusiła Kurosawę do skrócenia filmu o połowę. Ostatecznie Idiota został przekazany do dystrybucji w wersji 166-minutowej.

## Fabuła
Kinji Kameda, mający za sobą pobyt w więzieniu na Okinawie, wyrusza na Hokkaido, gdzie nawiązuje znajomość z dwiema kobietami, Taeko i Ayako. Ta pierwsza zakochuje się w nim, ale jest z kolei darzona uczuciem przez Denkichiego Akamę. Kiedy ten uświadamia sobie, że nigdy nie będzie mu dane związać się z Taeko, planuje popełnienie zbrodni.

## Obsada
- Masayuki Mori jako Kinji Kameda
- Toshirō Mifune jako Denkichi Akama
- Yoshiko Kuga jako Ayako Ono
- Setsuko Hara jako Taeko
- Minoru Chiaki jako Mutsuo Kayama
- Takashi Shimura jako ojciec Ayako
- Eijirō Yanagi jako Tohata
- Chieko Higashiyama jako matka Ayako
- Mitsuyo Akashi jako matka Akama
- Chiyoko Fumiya jako Noriko
- Setsuko Hara jako Taeko
- Eiko Miyoshi jako pani Kayama
- Noriko Sengoku jako Takako

a także
- Daisuke Inoue jako Kaoru
- Bokuzen Hidari jako Karube
- Kokuten Kōdō jako Jumpei